# Olympische Jugend-Sommerspiele 2010/Teilnehmer (Philippinen)
| Gelbes Symbol für Goldmedaillen mit stilisierten Olympischen Ringen | Graues Symbol für Silbermedaillen mit stilisierten Olympischen Ringen | Braundes Symbol für Bronzemedaillen mit stilisierten Olympischen Ringen |
| ------------------------------------------------------------------- | --------------------------------------------------------------------- | ----------------------------------------------------------------------- |
| —                                                                   | —                                                                     | —                                                                       |

Die Jugend-Olympiamannschaft der Philippinen für die I. Olympischen Jugend-Sommerspiele vom 14. bis 26. August 2010 in Singapur bestand aus neun Athleten.

## Athleten nach Sportarten

### Basketball
Jungen
- 9. Platz
- Cris Tolomia
- Bobby Parks
- Jeron Teng
- Michael Pate

### Gewichtheben
Mädchen
- Patricia Llena
Klasse bis 63 kg: 5. Platz

### Schwimmen
| Mädchen - Jasmine Alkhaldi 50 m Freistil: 17. Platz (Vorlauf) 100 m Freistil: 12. Platz (Halbfinale) 200 m Freistil: 22. Platz (Vorlauf) 100 m Schmetterling: 24. Platz (Vorlauf) | Jungen - Jessie Lacuna 100 m Freistil: 19. Platz (Vorlauf) 200 m Freistil: 8. Platz 200 m Schmetterling: 15. Platz (Vorlauf) |

### Taekwondo
Jungen
- Kirk Barbosa
Klasse bis 48 kg: 5. Platz

### Tennis
Jungen
- Jeson Patrombon
Einzel: Viertelfinale
Doppel: 1. Runde (mit Yuki Bhambri  Indien)